# Orange (jednostka osadnicza)
Orange – jednostka osadnicza w Stanach Zjednoczonych, w stanie Massachusetts, w hrabstwie Franklin.